# Вежі Бісмарка

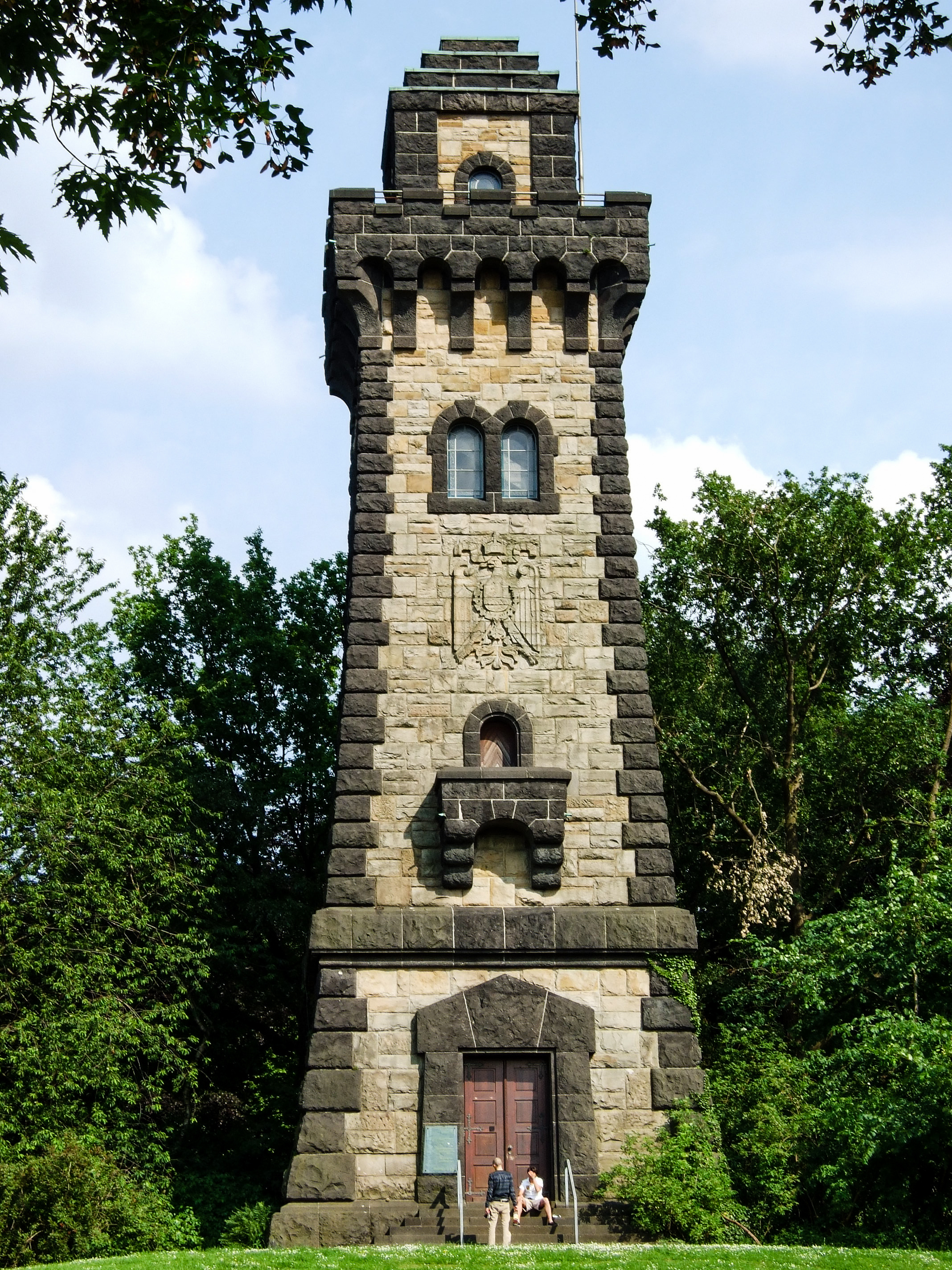
Вежа Бісмарка на пагорбі Каленберг в місті Мюльхайм-на-Рурі

Вежі Бісмарка — вежі — пам'ятники, що будувалися в пам'ять про «залізного канцлера» Отто фон Бісмарка. У період з 1869 по 1934 рік було побудовано приблизно 250 таких веж. Вежі Бісмарка споруджено в чотирьох частинах світу: Європі, Африці, Америці і Австралії. Вежі Бісмарка будувалися в різних стилях. До наших днів збереглося 175 веж.
В Росії на території Калінінградської області збереглися руїни двох веж Бісмарка — в селищі Червона Гірка/Маевка поруч з Черняховськом і в селищі Горине (Північна вежа Бісмарка) поруч з Німаном.
Дані вежі поблизу Черняхівська:
- Висота: 15 метрів
- Відкриття 7 вересня 1913 року
- Матеріал: булижники

Дані вежі в Гориному:
- Висота: 23 метри
- Відкриття: 17 серпня 1912 року

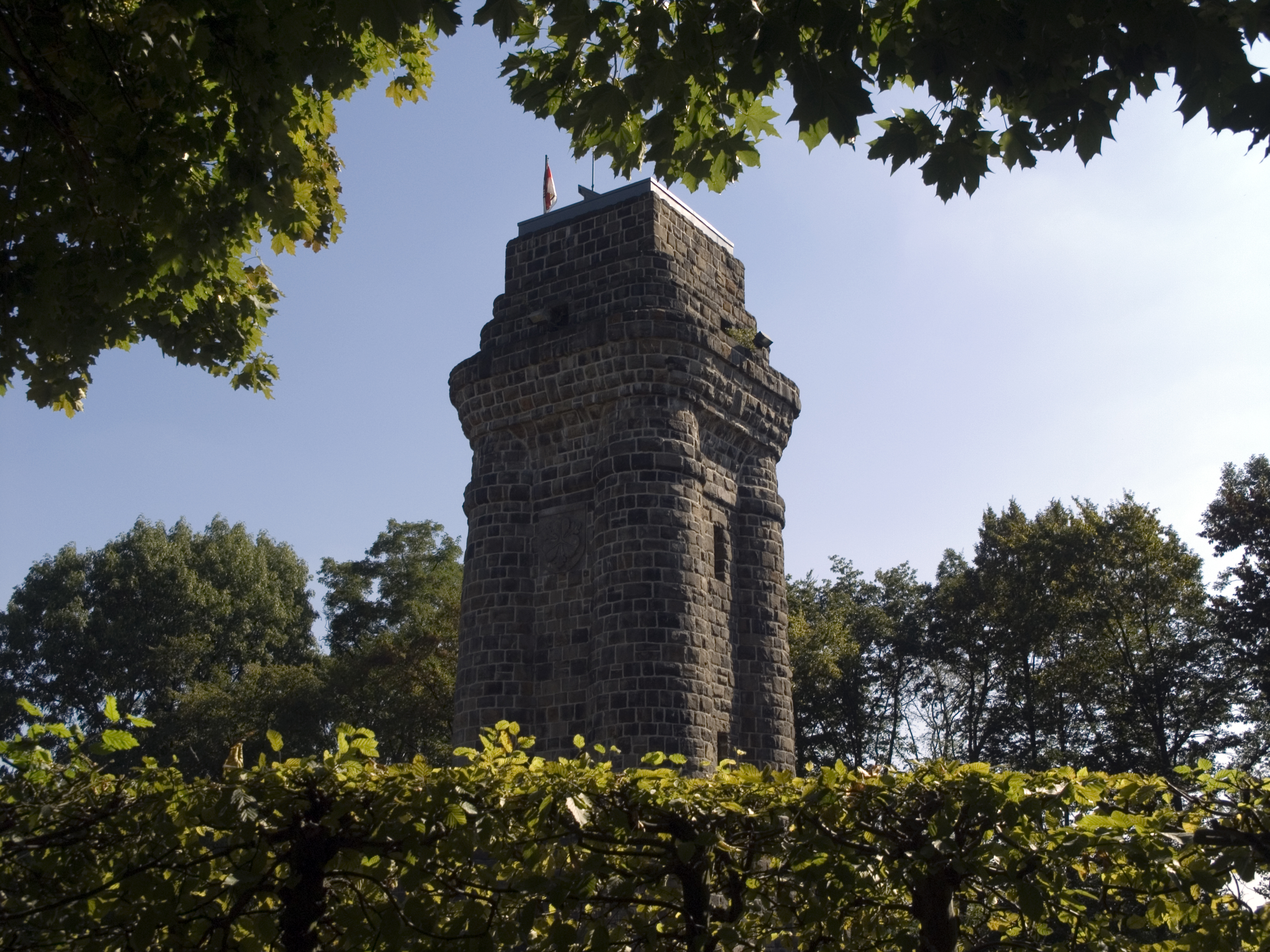
Вежа Бісмарка в місті Вупперталі

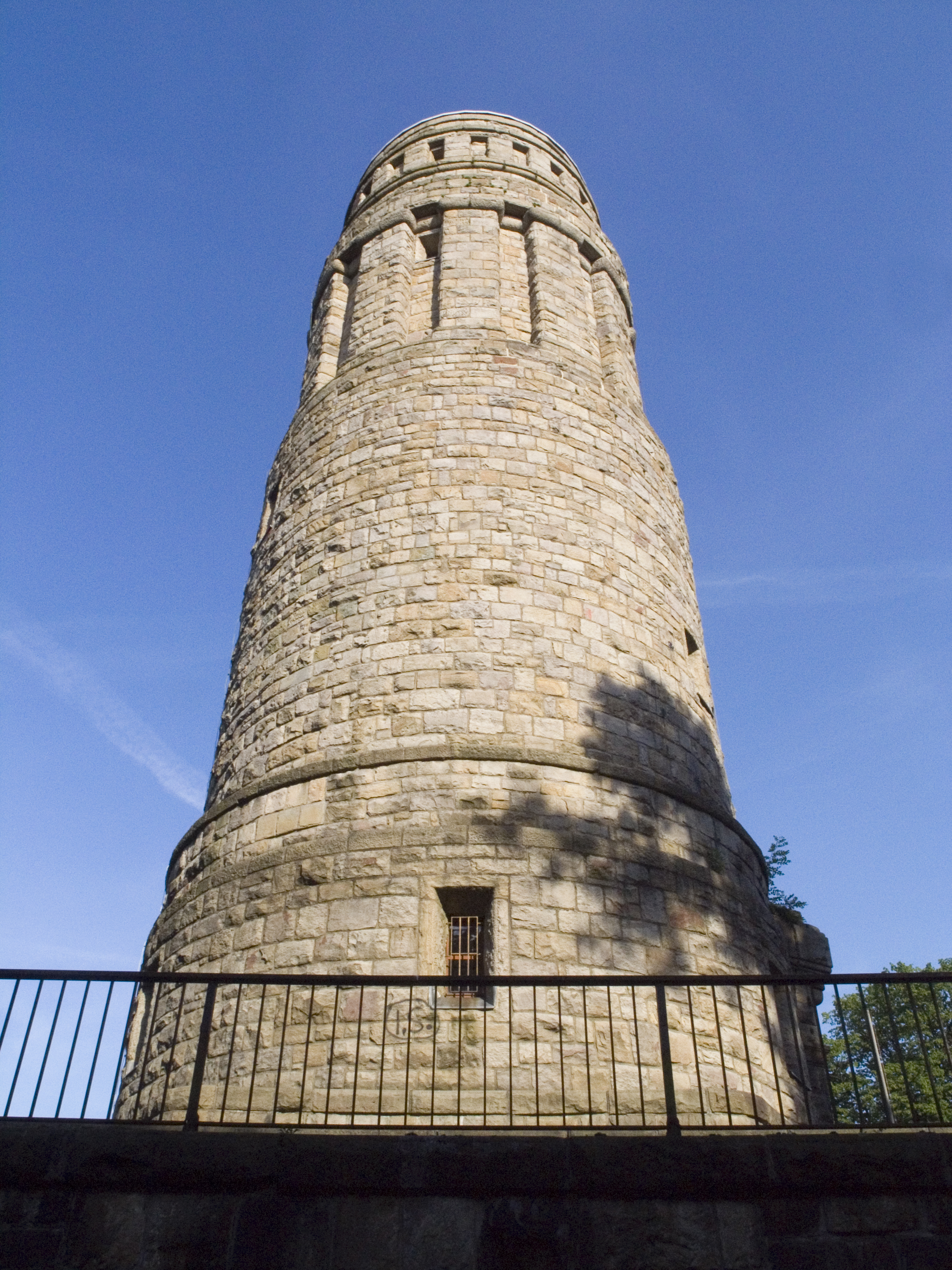
Вежа Бісмарка в місті Бохумі

- Матеріал: цегла, облицьована гранітними тесаними валунами